# LMG 165-DEG
LMG 165-DEG bezeichnet einen Schiffstyp von Doppelendfähren. Von dem vom norwegischen Schiffsarchitekturbüro LMG Marin entworfenen Schiffstyp wurden zwei Einheiten für die norwegische Reederei Norled gebaut.

## Geschichte
Die Fähren des Typs wurden am 24. Februar 2012 bestellt. Sie wurden auf der polnischen Werft Gdańska Stocznia „Remontowa“ in Danzig für die in Bergen ansässige Reederei Norled gebaut und im November bzw. Dezember 2013 abgeliefert. Der Schiffsentwurf stammte von LMG Marin in Bergen. Von der Bauwerft wurde der Schiffstyp unter der Bezeichnung „SKS 165“ geführt.
Die Fähren waren zunächst auf der Strecke zwischen Stavanger und Tau eingesetzt. Mit der Eröffnung des Ryfylke-Tunnels als Teil des Ryfast-Projekts wurde die Verbindung von Norled eingestellt. Die Fähren wurden Ende 2019 an die in Stavanger ansässige Reederei Boreal Norge verkauft. Sie werden von Boreal Sjø zusammen mit den Fähren des Typs MM105FE EL über Molde- und Storfjord im Verlauf der Europastraße 39 zwischen Molde und Vestnes eingesetzt. Die Fährverbindung wird von der Reederei seit dem 1. Januar 2021 bedient.

## Beschreibung
Die Fähren wurden mit gaselektrischem Antrieb gebaut. Für die Stromerzeugung stehen insgesamt vier von Mitsubishi-Gasmotoren des Typs GS16R-M(P)TK mit jeweils 1000 kW Leistung angetriebene Generatoren zur Verfügung. Zwei der Generatorsätze werden im laufenden Betrieb genutzt, die anderen beiden dienen als Reserve. Die Motoren werden mit Flüssigerdgas betrieben. Sie können auch mit komprimiertem Erdgas betrieben werden. Als Antriebsmotoren dienen zwei Elektromotoren mit jeweils 1800 kW Leistung, die jeweils eine Schottel-Propellergondel an den beiden Enden der Fähren antreiben.
Der Umbau zu elektrisch angetriebenen Fähren ist vorgesehen.
Die Schiffe verfügen über ein durchlaufendes Fahrzeugdeck. Dies ist über klappbare Rampen an beiden Enden der Schiffe zugänglich. Die maximale Achslast beträgt 15 t. Die nutzbare Höhe auf dem durchlaufenden Fahrzeugdeck beträgt 4,5 Meter. Auf einer Seite der Fähren befindet sich ein weiteres Fahrzeugdeck, das über Rampen an Bord zugänglich ist. Die nutzbare Höhe beträgt hier 2,5 Meter.
Die Fahrzeugdecks sind in der Mitte von den Decksaufbauten mit drei Decks überbaut. Hier befinden sich unter anderem Aufenthaltsräume für die Passagiere sowie das mittig aufgesetzte Steuerhaus. Die Fähren können 165 Pkw befördern und sind für 550 Passagiere zugelassen.

## Schiffe
| LMG 165-DEG | LMG 165-DEG | LMG 165-DEG | LMG 165-DEG                                     | LMG 165-DEG                |
| Bauname     | Baunummer   | IMO-Nummer  | Kiellegung Stapellauf Ablieferung               | Spätere Namen und Verbleib |
| ----------- | ----------- | ----------- | ----------------------------------------------- | -------------------------- |
| Ryfylke     | 613/1       | 9662710     | 30. August 2012 8. März 2013 25. November 2013  | 2020: Karlsøyfjord         |
| Hardanger   | 613/2       | 9662722     | 31. Oktober 2012 14. Mai 2013 18. Dezember 2013 | 2020: Harøyfjord           |